# Uropterygius golanii
Uropterygius golanii är en fiskart som beskrevs av Mccosker och Smith, 1997. Uropterygius golanii ingår i släktet Uropterygius och familjen Muraenidae. Inga underarter finns listade i Catalogue of Life.